# Колін Міллер
Колін Міллер (англ. Colin Miller, нар. 4 жовтня 1964, Гамільтон) — канадський футболіст шотландського походження, що грав на позиції захисника. По завершенні ігрової кар'єри — тренер. 
Виступав за національну збірну Канади, у складі якої був учасником чемпіонату світу 1986 року. Згодом працював з нею і як тренер, керуючи на Золотому Кубку КОНКАКАФ 2013 року.

## Клубна кар'єра
Міллер народився в Шотландії, але у віці 10 років його родина переїхала до Канади. У дорослому футболі Колін дебютував 1982 року виступами за команду «Торонто Бліззард», в якій провів 23 матчі Північноамериканської футбольної ліги і забив 2 голи.
У кінці 1984 року Північноамериканська футбольна ліга припинила існування, і Міллер відправився на батьківщину до Шотландії, ставши гравцем «Рейнджерса», але там за два сезони відіграв за команду з Глазго лише 4 матчі в усіх турнірах, втім здобув з командою Кубок шотландської ліги у 1985 році.
У 1986 році Міллер перейшов в англійський «Донкастер Роверз», який тоді виступав у Третьому дивізіоні, зігравши там за два сезони 61 матч чемпіонату, а у 1988 році повернувся до Канади, де до кінця року грав за «Гамілтон Стілерс» з Канадської футбольної ліги, перш ніж знову відправився до Шотландії наприкінці 1988 року і протягом наступних 5 сезонів грав за місцевий «Гамільтон Академікал». У 1990 році Міллер знову на короткий час був відданий в оренду в «Гамілтон Стілерс».
Надалі грав у складі інших шотландських команд «Сент-Джонстон», «Гартс», «Данфермлін Атлетік» та «Ейр Юнайтед», а завершив ігрову кар'єру знову виступаючи за «Гамільтон Академікал», у якому був граючим тренером в сезоні 1999/00, коли команда грала у третьому за рівнем дивізіоні країни.

## Виступи за збірні
1982 року у складі молодіжної збірної Канади був учасником молодіжного чемпіонату КОНКАКАФ у Гватемалі, на якому зіграв у 5 матчах.
19 червня 1983 року дебютував в офіційних іграх у складі національної збірної Канади в товариському матчі проти рідної Шотландії (0:2). Пізніше був у заявці збірної на чемпіонаті світу 1986 року у Мексиці, але там на поле не виходив.
Надалі у складі збірної був учасником розіграшів Золотого кубка КОНКАКАФ 1991, 1993 та 1996 років у США, зігравши на них усі матчі своєї команди, але в усіх випадках канадці не змогли вийти з групи.
16 листопада 1987 року Міллер провів свій останній матч за збірну в грі відбору на чемпіонат світу 1998 року проти Коста-Рики (1:0). Загалом протягом кар'єри у національній команді, яка тривала 15 років, провів у її формі 61 матч, забивши 5 голів.

## Кар'єра тренера
2000 року, після завершення ігрової кар'єри, Міллер став помічником Гольгера Осієка у збірній Канаді, а після уходу німця в 2003 році Колін сам став ненадовго в.о. головного тренера збірної, а пізніше працював граючим тренером у невеликому канадському клубі «Ебботсфорд Рейнджерс».
3 липня 2007 року Колін Міллер став помічником шотландця Біллі Девіса у «Дербі Каунті», який грав сезон 2007/08 в Прем'єр-лізі. Втім команда виступала вкрай невдало і вже у листопаді тренерський штаб було звільнено. 2 квітня 2008 року Колін став головним тренером канадського клубу «Вікторія Хайлендерс», а згодом тренував жіночу студентську команду «УФВ Каскадес» з Університету Фрейзер-Веллі.
2009 року став помічником головного тренера молодіжної команди «Ванкувер Вайткепс» німця Томаса Ніендорфа, після відставки якого 25 березня 2010 року Міллер був призначений новим головним тренером команди. Після цього Колін був помічником головного тренера основної команди «Ванкувер Вайткепс» під час першого сезону клубу у Major League Soccer, але 26 жовтня 2011 року був звільнений через бажання нового тренера Мартіна Ренні привести власний тренерський штаб.
Протягом 2012 року знову працював у Університеті Фрейзер-Веллі, на цей раз помічником головного тренера чоловічої команди, а 27 листопада того ж року був призначений головним тренером клубу «Едмонтон» з Північноамериканської футбольної ліги, де працював аж до кінця 2017 року, поки команда і загалом увесь турнір не припинили існування. Паралельно у січні 2013 року Міллер знову став тимчасовим головним тренером збірної Канади, якою керував в тому числі і на розіграші Золотого кубка КОНКАКАФ 2013 року у США, але там канадці виступили невдало, посівши останнє місце у групі.

## Титули і досягнення
- Володар Кубка шотландської ліги (1):

«Рейнджерс»: 1984/85
- Переможець Кубка націй Північної Америки: 1990